# Agnolo Gaddi
Pour les articles homonymes, voir Gaddi.
Agnolo Gaddi (1350 - 1396) est un peintre italien de l'école florentine de la pré-Renaissance.

## Biographie
Fils  du peintre Taddeo Gaddi, Agnolo Gaddi commence son apprentissage en entrant dans les ateliers de  Giovanni da Milano et de Jacopo di Casentino.
Selon Vasari, Agnolo Gaddi peint dans sa jeunesse, dans l'église San Jacopo tra i Fossi (it), une Résurrection de Lazare de grand mérite, mais son dilettantisme ne lui permet pas ensuite de confirmer son talent.
Il travaille au chantier de l'église franciscaine de Santa Croce à Florence, commissionné en 1380 par Jacopo degli Alberti, pour une œuvre (La Légende de la Croix) inspirée directement de la Légende Dorée de Jacques de Voragine.
En 1385, toujours sur le chantier de Santa Croce,  il peint à fresque  la Cappella Castellani pour un cycle narratif de la Vie de saint Antoine avec  Gherardo Starnina), de saint Jean-Baptiste, de saint Jean Évangéliste et de saint Nicolas.
En 1392 Agnolo Gaddi se trouve à Prato pour des fresques du Palazzo Datini (avec Niccolò di Pietro Gerini) et celles de la légende de la Sacra Cintola du Duomo dans la chapelle éponyme. Il a aussi peint le grand Tabernacle de Saint-Anne (18 mètres carrés) à Figline di Prato, près de l’église Saint Pierre, dans les années 1392-1393.
Cennino Cennini et  Lorenzo Monaco firent leur apprentissage dans son atelier.
D'après Vasari, Agnolo Gaddi abandonne peu à peu la peinture et amasse de grandes richesses en se livrant au commerce à Venise.

Il est enterré à Santa Croce comme son père et son frère Giovanni comme il est consigné dans le  Registro dei Morti di Firenze en 1396 : 

« die XV mensis ottobr. Angelus Taddey taddi - anziché Gaddi - pictor de populo Sancti Petri magioris Quartierio Santi Johannis, seppultus in ecclesia Sante Crucis. Retulit Dopninus Fortiori becchamortus: banditus fuit »

— Milanesi

## Œuvres
- d'après Vasari, une Résurrection de Lazare dans l'église San Jacopo tra i Fossi (it)[1],
- une trentaine de fresques du Palazzo Datini,
- les fresques de la Cappella della Sacra Cintola, Duomo de Prato,
- La Légende de la Croix,  huit panneaux de fresques de l'autel de la  Basilique Santa Croce de Florence,
- les portes de l'oratoire de San Miniato al Monte,
- La Vierge et l'Enfant parmi les anges, avec saint Benoît, saint Pierre, saint Jean-Baptiste et saint Miniato, Palais Pitti, Pavillon de la Meridiana, Florence. Les panneaux latéraux faisaient partie d'un ensemble décoratif destiné à l'autel de San Miniato et probablement peint  vers 1375. La Vierge est plus tardive.
- Vierge d'humilité avec six anges[2], 1385-1390 (82,5 × 50 cm), Galerie Sarti[3].
- Crucifixion, 1393-1396, musée des Offices, Florence. Elle constitue l'élément central de la prédelle d'un polyptyque et elle est à rapprocher du retable qu'Agnolo Gaddi a exécuté pour la basilique de San Miniato al Monte[4].

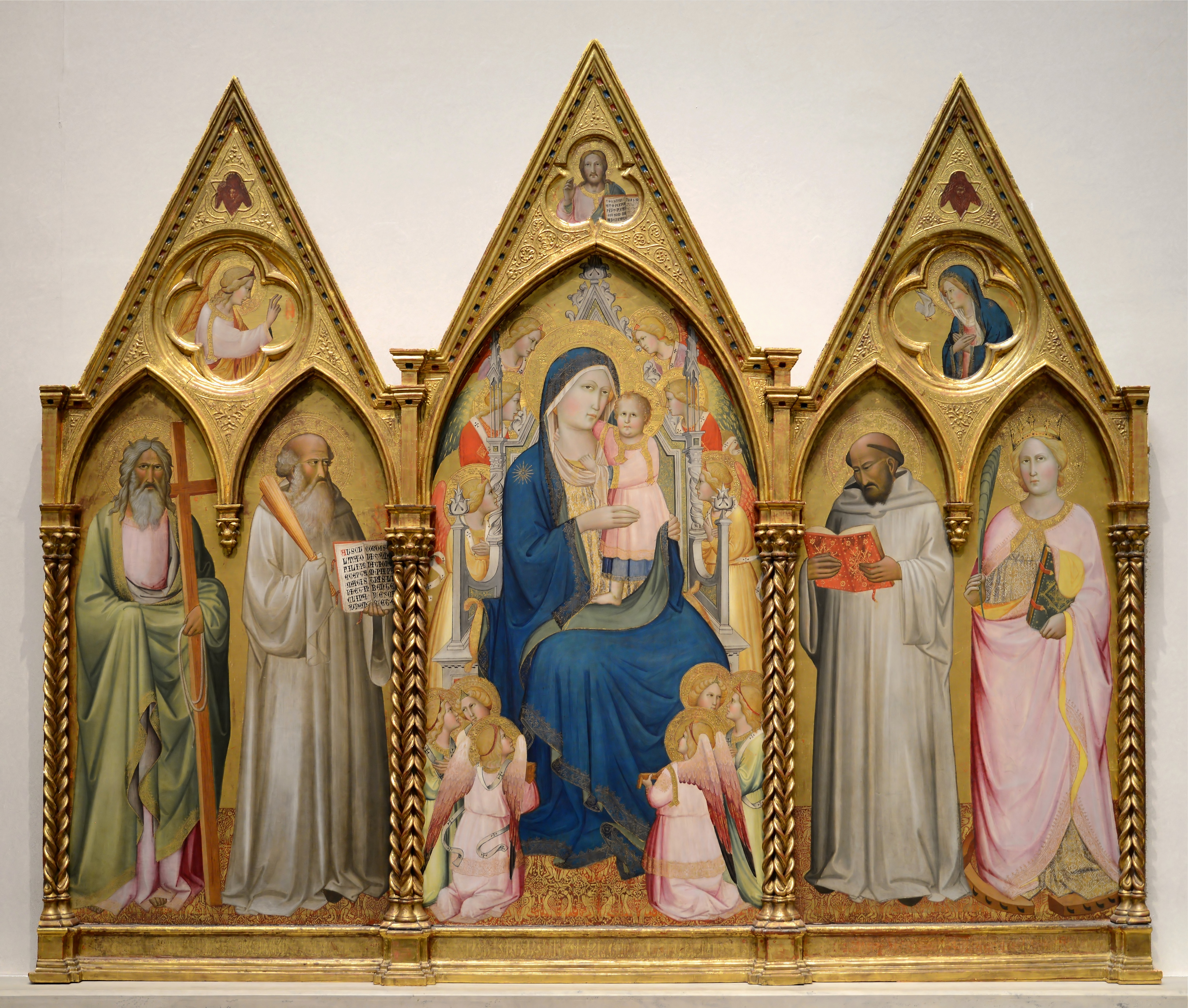
Vierge et l'Enfant trônant entourés de saints et d'anges, National Gallery of Art, Washington.